# ThinkPad
ThinkPad é uma linha de computadores portáteis, originalmente projetado por Richard Sapper, e fabricado e vendido pela IBM. Desde o início de 2005, os produtos ThinkPad foram fabricados e comercializados pela Lenovo, que comprou a divisão de computadores pessoais da IBM.

## História

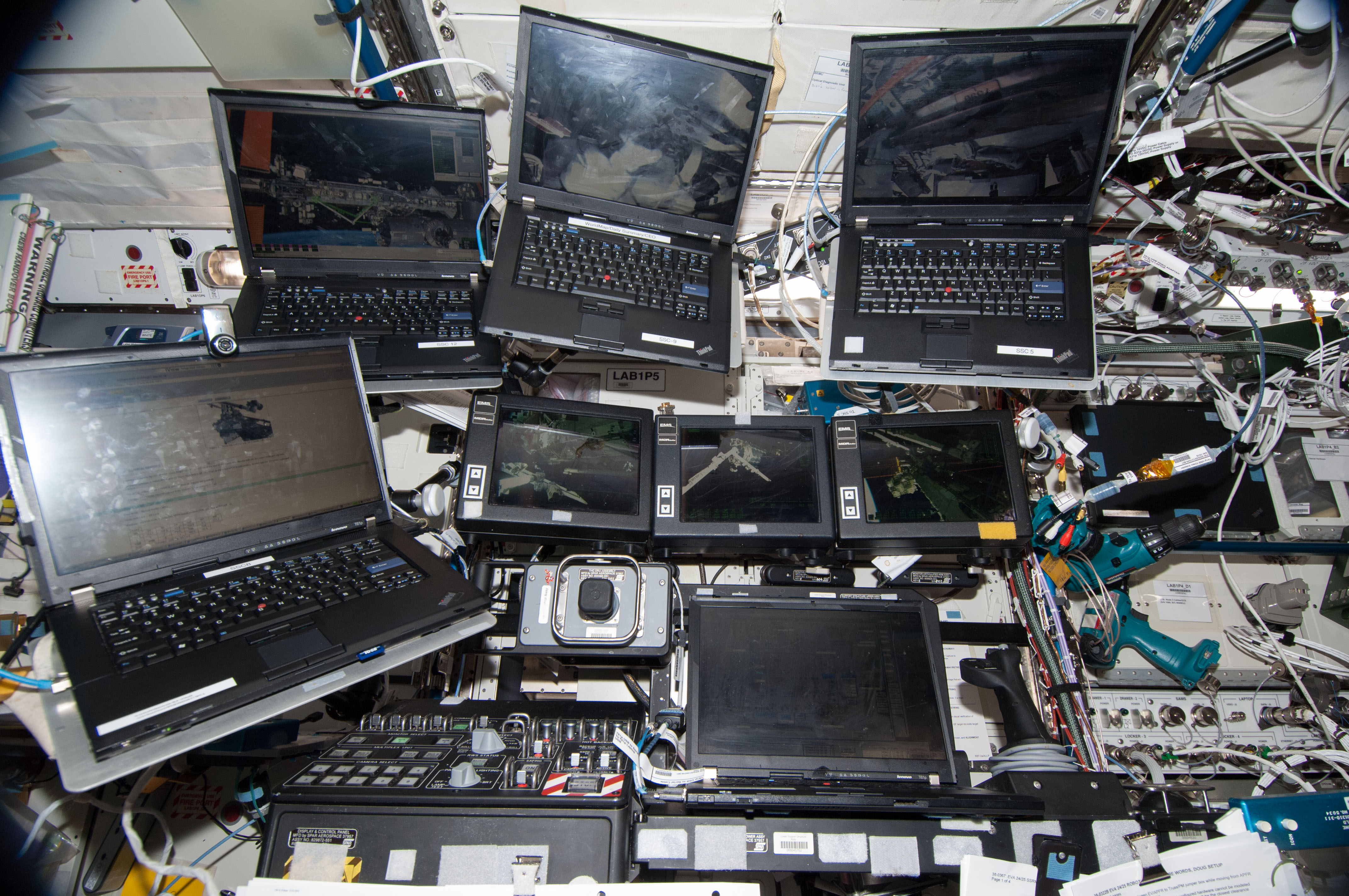
Laptops ThinkPad na Estação Espacial Internacional.

A IBM introduziu a linha ThinkPad em 1992. O nome "ThinkPad" tem raízes na história corporativa da IBM e de sua cultura. Thomas J. Watson havia introduzido pela primeira vez "THINK!"(pense) como um slogan da IBM nos anos de 1920. Durante décadas, a IBM distribuiu cadernos pequenos com a palavra "THINK" estampada em uma capa de couro marrom para clientes e colaboradores. O nome "ThinkPad" foi sugerido pelo funcionário da IBM Denny Wainwright, que tinha um caderno "think" no bolso. Os três primeiros modelos introduzidos eram o ThinkPad 700, 700C, e 700T, que estreou em Outubro de 1992. O design das versões comerciais diferiam significativamente dos protótipos de tablet, sem teclado. O "TrackPoint" vermelho brilhante, uma espécie de bastão embutido no teclado, permitiu que o ThinkPad pudesse ser utilizado em uma mesa de avião sem a necessidade de um mouse. O nome enfrentou desavenças do comitê de nomeação da IBM, porque o sistema de nomenclatura para os computadores da IBM era numérico, no entanto, a nomenclatura "ThinkPad" foi mantido, já que a imprensa mostrou apreço pelo título. Os primeiros ThinkPads tiveram muito sucesso, e logo ganharam mais de 300 prêmios de design e qualidade.
O ThinkPad 750 voou a bordo do Ônibus Espacial Endeavour em uma missão para reparar o Telescópio Espacial Hubble em 2 de dezembro de 1993. A tarefa do ThinkPad 750C foi executar um programa de testes da NASA, que determinava se as radiações inerentes no ambiente espacial causam anomalias de memória no 750C ou geram outros problemas inesperados. Desde o início de 2010 a Estação Espacial Internacional está equipado com 68 computadores ThinkPad A31P mais 32 no Lenovo ThinkPad T61p.

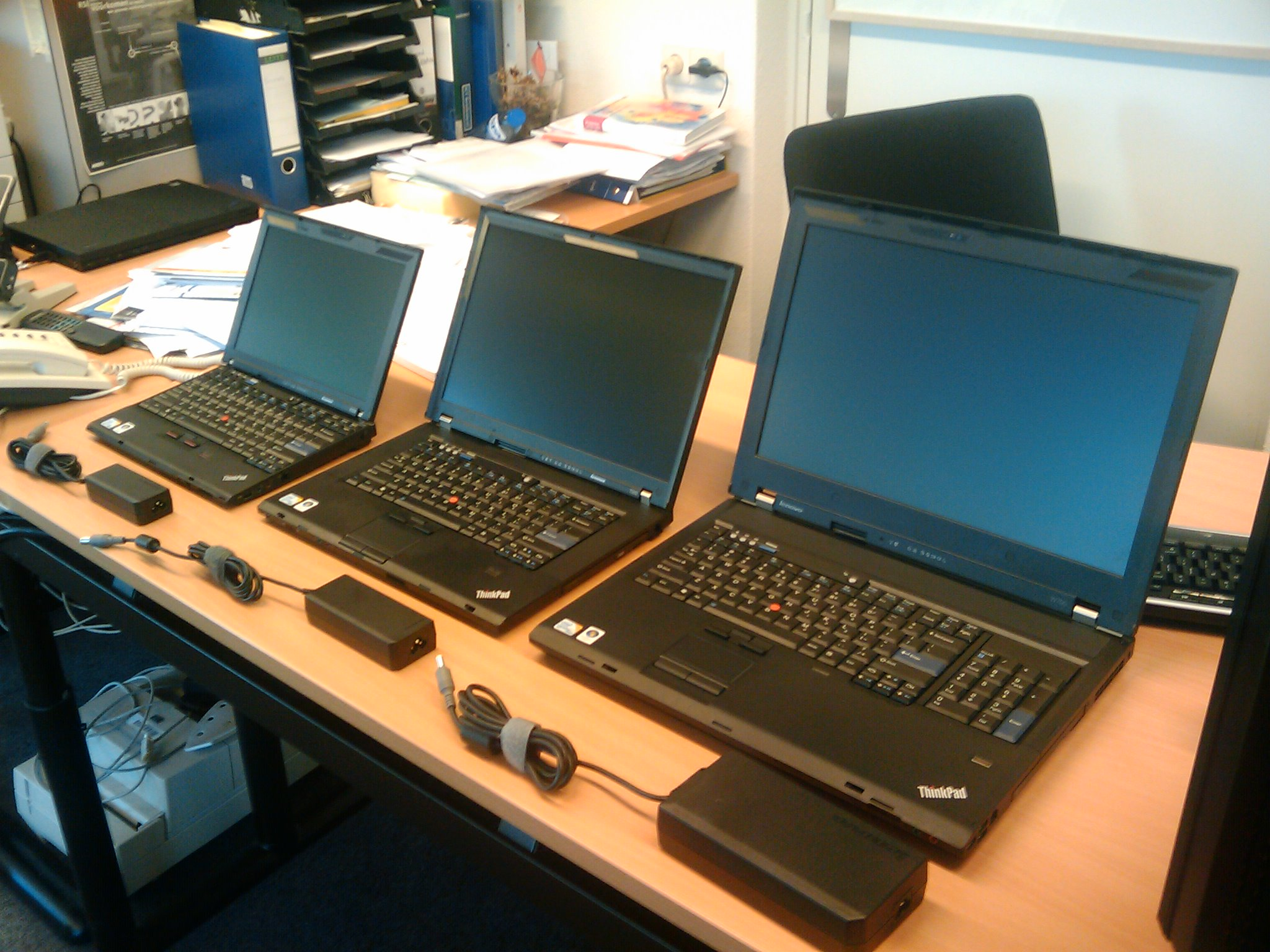
Laptops ThinkPad de diferentes tamanhos.

ThinkPads foram elogiadas pela excepcional qualidade de construção, fiabilidade do sistema, serviços e design em toda sua década e meia de presença no mercado de consumo. O projeto original foi uma colaboração entre Richard Sapper, designer, e Kazuhiko Yamazaki, designer chefe para notebooks no Centro de Design da IBM, no Japão. Sapper propôs um design inspirado no Shōkadō bentō, um caixa para almoço tradicional japonês, com proporções de uma caixa de charutos.
O teclado dobrável, que apareceu na série ThinkPad 701, é considerado uma obra-prima de design e está em exposição no Museu de Arte Moderna de Nova York. A série ThinkPad 760 também incluiu um design de teclado incomum, que era elevado por dois braços andando sobre pequenos trilhos ao lado da tela, inclinando o teclado para conseguir um design mais ergonômico.
O 755CV destacou outra peculiaridade de design: a tela podia ser separada da tampa, permitindo que seja usado para projetar a tela do computador usando um retroprojetor, antes de videoprojetores serem comuns.

## Recursos
Tradicionalmente preto, ThinkPads têm comumente apresentado magnésio, plástico reforçado com fibras de carbono ou titânio composto. O ThinkPad introduziu muitas inovações, incluindo o dispositivo apontador TrackPoint. "ThinkLight", uma luz LED para teclado na parte superior da tela LCD, Sistema de Proteção Ativa, um acelerômetro que detecta quando o ThinkPad está caindo e desliga o disco rígido para evitar danos, leitor de impressão digital biométrica, Solução de Segurança do Cliente, que melhora a segurança usando um sistema de TPM embutido, Tecnologias ThinkVantage, um conjunto de aplicativos de gerenciamento de computador, e furos de drenagem para ajudar a reduzir os danos ao teclado e componentes de qualquer derrame acidental.